# Parastacilla tingara
Parastacilla tingara är en kräftdjursart som beskrevs av King 2000. Parastacilla tingara ingår i släktet Parastacilla och familjen Arcturidae. Inga underarter finns listade i Catalogue of Life.